# Egelsee (Andechs)
Der Egelsee ist ein kleiner See mit 0,83 Hektar Wasserfläche.
Der Egelsee liegt in einer flachen, sumpfigen Senke, die aus einem spätwürmeiszeitlichen Toteiskessel hervorgegangen ist,
im Gebiet der Gemeinde Andechs etwa zwei Kilometer südwestlich von Frieding im oberbayerischen Landkreis Starnberg.
Bekanntheit erlangte der Egelsee durch einen vermuteten Meteoriteneinschlag am 4. März 1995, der für weltweite Pressemeldungen sorgte.
In Wahrheit handelte es sich um eine Sprengung am Rande des Egelsees.